# Mycetochara binotata
Mycetochara binotata es una especie de escarabajo del género Mycetochara, familia Tenebrionidae, orden Coleoptera. Fue descrita científicamente por Say en 1824.
La especie se mantiene activa durante los meses de enero, febrero, mayo, junio y julio.

## Distribución
Se distribuye por Estados Unidos y Canadá.